# Leachia
Leachia is een geslacht van inktvissen uit de familie van de Cranchiidae.

## Soorten
- Leachia atlantica (Degner, 1925)
- Leachia cyclura Lesueur, 1821
- Leachia danae (Joubin, 1931)
- Leachia dislocata Young, 1972
- Leachia ellipsoptera (Adams & Reeve, 1848)
- Leachia lemur (S. S. Berry, 1920)
- Leachia pacifica (Issel, 1908)